# Geografia Gwinei

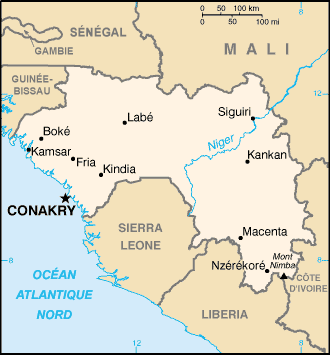
Mapa Gwinei

Gwinea leży w Afryce Zachodniej nad Zatoką Gwinejską. Jest niedużym państwem (stanowi 79% wielkości Polski), które uzyskało niepodległość w 1958 roku, będąc wcześniej kolonią francuską.

## Powierzchnia i granice
Powierzchnia państwa wynosi 245 857 km².
Skrajne punkty Gwinei: południowy 7°08'N, północny 12°43'N, wschodni 7°40'W, zachodni 15°00'W. Rozciągłość południkowa kraju wynosi 650 km, a równoleżnikowa 750 km. Jednak wygięty w kierunku północnym kształt kraju sprawia, że jego średnia szerokość wynosi około 300 km.
Gwinea graniczy z następującymi państwami:
- Gwinea Bissau – 386 km.
- Liberia – 563 km.
- Mali – 858 km.
- Senegal – 330 km.
- Sierra Leone – 652 km.
- Wybrzeże Kości Słoniowej – 610 km.

Linia brzegowa kraju (wybrzeże Oceanu Atlantyckiego) mierzy 320 km długości.

## Budowa geologiczna i rzeźba

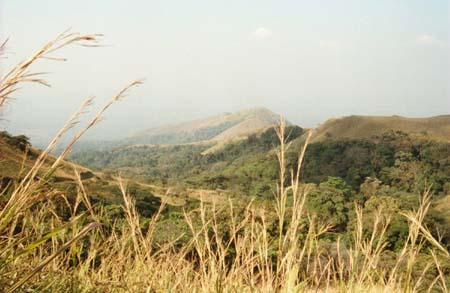
Krajobraz w okolicach góry Nimba

Powierzchnia kraju jest dosyć urozmaicona, wyróżnia się cztery krainy geograficzne. Zachodnią część państwa stanowi Nizina Nadbrzeżna. Półwysep Kaloum, gdzie leży stolica kraju, jest skalisty. Reszta kraju posiada inną rzeźbę terenu. Środkowa część Gwinei to płaskowyż Futa Dżalon, który zajmuje 20% powierzchni kraju. Zbudowany jest z piaskowców i łupków, poprzecinany intruzjami dolerytowymi. Głęboko wcięte doiny rozdzielają płaskowyż na oddzielne płyty.
Najwyższy szczyt płaskowyżu – góra Tamgué – wznosi się na 1537 m n.p.m. Południowo-wschodnia część Gwinei to tzw. Gwinea Lesista, z masywem Nimba o najwyższym szczycie w kraju – 1752 m n.p.m. Masyw ten zbudowany jest z kwarcytów. Na północ od niego rozciąga się Górna Gwinea, która jest częścią obrzeża Kotliny Środkowego Nigru. Jest to obszar o średniej wysokości 400–500 m n.p.m. Kotlina składająca się z łupków i granitów jest obszarem równinnym, poprzecinanym dolinami rzeki Niger i jego licznych dopływów.
Większość kraju leży na krystalicznym podłożu, zaliczanym do tarczy gwinejskiej. Zachodnie rejony kraju spoczywają na skałach osadowych, wschodzących w skład tarczy saharyjskiej. Skały na które składa się podłoże Gwinei pochodzą w głównej mierze z okresu prekambryjskiego.

## Klimat
Gwinea objęta jest dwoma typami klimatu – wilgotnymi odmianami klimatu równikowego i podrównikowego. Opady są obfite i panują wysokie temperatury.
Klimat równikowy występuje na Nizinie Nadbrzeżnej i posiada także cechy klimatu morskiego. Pory suchej nie ma, a opady dochodzą nawet do 4000 mm rocznie. Temperatury przez cały rok wahają się od 24 do 29 °C. Amplitudy roczne i dobowe są niewielkie.
Klimat podrównikowy także jest wilgotny, jednak sama wilgotność powietrza jest niska. Średnie opady roczne wynoszą około 2000 mm. Na północnych krańcach Gwinei obniżają się do 1300 mm. Występuje tam pora sucha, trwająca pół roku, opady występują jednak przez cały rok. Są jednak nieregularne i zdarza się, że w czasie kilkumiesięcznej pory suchej prawie wcale nie pada. Temperatury są podobne, ale amplitudy nieco wyższe. W najcieplejszym miesiącu kwietniu temperatury sięgają nawet 30 do 32 °C.

## Wody

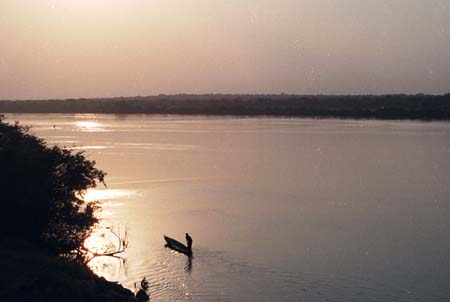
Rzeka Niger

Dobrze rozwinięta sieć wodna obejmuje dwa systemy rzeczne, których dział wodny stanowią wzniesienia Futa Dżalon. Są to rzeki płynące na wschód i północ, do których należą dopływy Senegalu, a także Niger i Gambia. Drugi system rzeczny to rzeki płynące do Atlantyku. Do nich należą Kogon i Fatala. Sam Niger, którego górny, gwinejski odcinek nazywany był dawniej Dżolibą, wypływa z rejonów leżących przy granicy Sierra Leone, a następnie tworząc progi i wodospady płynie w kierunku północnym.

## Gleby
Gwinea w większości swojego terytorium pokryta jest czerwonymi glebami ferruginowymi, które zalegają pod okresowo wilgotnymi lasami równikowymi, oraz wysokotrawiastymi sawannami. Na północy przy granicy z Senegalem i Mali występują czerwono-bure luwisole, charakterystyczne dla sawann. Błotniste odcinki wybrzeża są miejscami pokryte glebami namorzynowymi.

## Flora
Niemal całe wybrzeże Gwinei jest pokryte bagnistymi lasami namorzynowymi. Lasy, które pokrywają 40% powierzchni kraju, należą do wiecznie zielonych lasów deszczowych. Sam las tropikalny nie zajmuje dużych powierzchni, jednak więcej jest lasów występujących w mozaice wraz z sawannami drzewiastymi. Występują eukaliptusy i wielkie tamaryndowce, osiągające 50 metrów wysokości (niektóre okazy mierzą nawet 80 metrów wysokości). Niemal połowa kraju jest pokryta gęstymi, wysokotrawiastymi sawannami, na których rosną przeważnie akacje.

## Fauna
Fauna w Gwinei jest urozmaicona. Do najczęściej występujących zwierząt obszarów sawannowych należą bawoły, antylopy, gepardy i lamparty. W środowisku wodnym żyją krokodyle i hipopotamy. Dużo jest gatunków małp zarówno tych naziemnych jak i tych, które większość dnia spędzają w koronach drzew. Głównie są to koczkodany i pawiany. Jak w każdym obszarze klimatu wilgotnego, gdzie jest duży udział roślinności równikowej; Gwinea cechuje się bogactwem gatunkowym ptaków. W lasach żyje wiele gatunków jadowitych pająków oraz węży.
Rząd Gwinei dba o przyrodę i w trosce o nią założony został rezerwat w górach Nimba. Do innych obszarów chronionych należy rezerwat w górach Loma, znajduje się on przy granicy z Sierra Leone.